# 6166 Univsima
6166 Univsima è un asteroide della fascia principale. Scoperto nel 1978, presenta un'orbita caratterizzata da un semiasse maggiore pari a 2,9976159 UA e da un'eccentricità di 0,0799847, inclinata di 10,85205° rispetto all'eclittica.